# Грачёвка (приток Калауса)
Грачёвка — река в Ставропольском крае России, левый приток Калауса. Река образуется при слиянии рек Развилка и Кизиловка в Грачёвском районе. Примечательна тем, что в неё вливаются все ручьи, вытекающие из восточного склона Ставропольской возвышенности, а также речка Горькая, вытекающая из горы Пикетной.
Длина реки — 48 км.
Грачёвка является левым притоком реки Калаус, впадает в него несколькими рукавами. Устье Грачёвки находится южнее города Светлограда в районе железнодорожной платформы Калаус Петровского района.

## Притоки
- Горькая (нижний приток)
- Горькая (верхний приток)
- Развилка
- Кизиловка

## Галерея

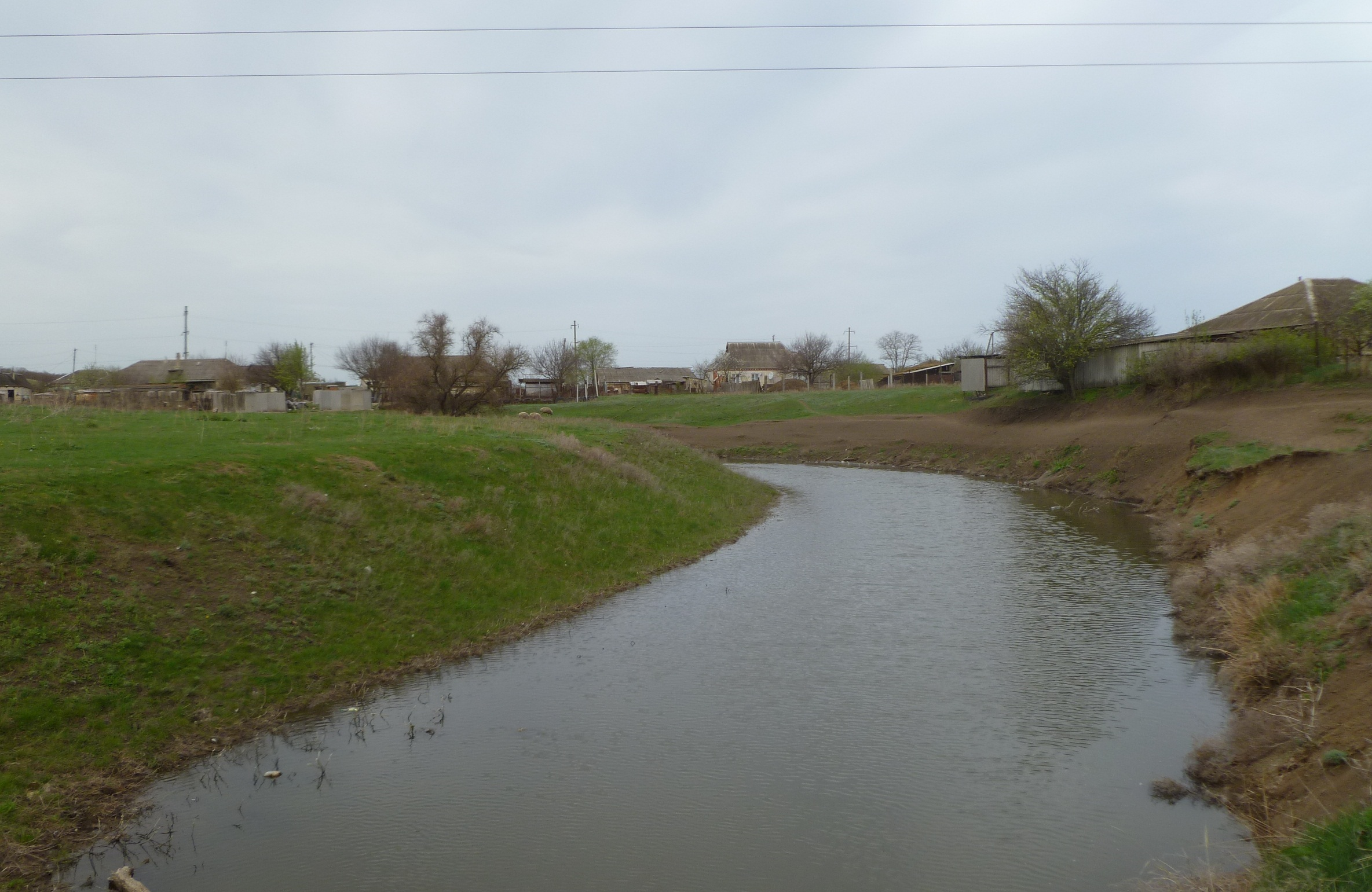
Грачёвка перед селом Грачёвка
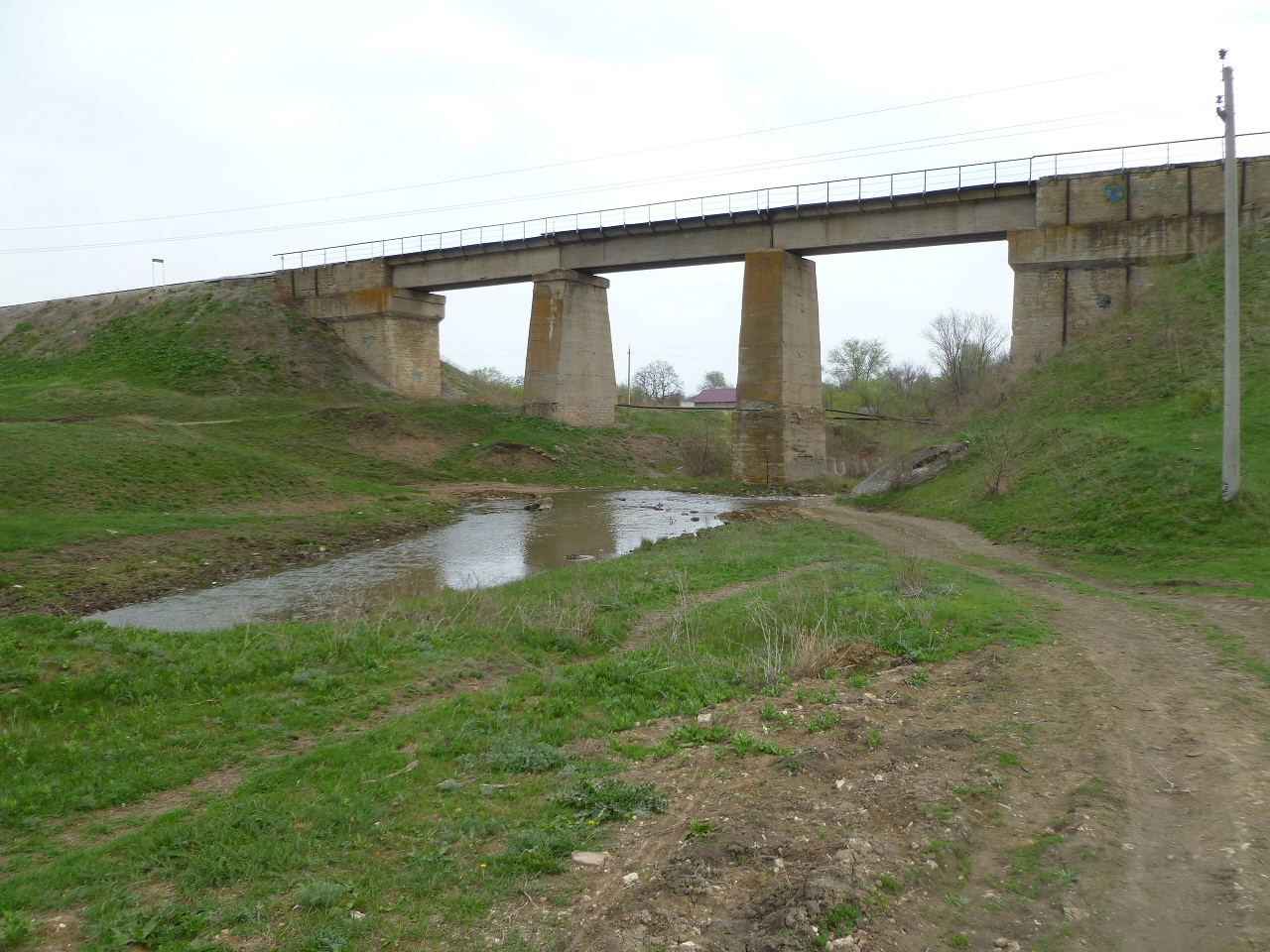
Железнодорожный мост через Грачёвку
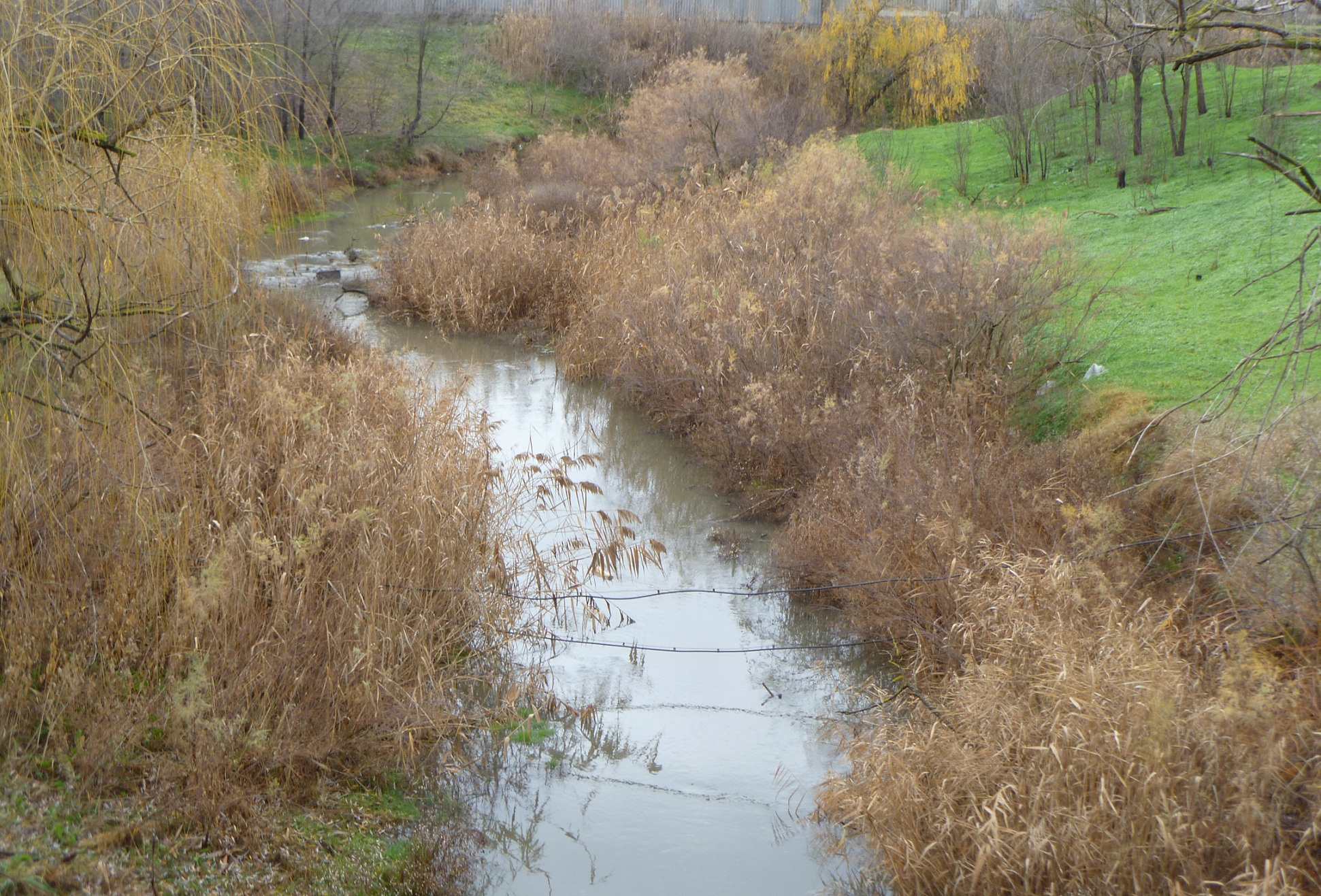
Грачёвка до впадения Горькой